# Paolo Carignani
Paolo Carignani   (Milà, 1961) és un pianista i director d'orquestra italià.
Es va diplomar al Conservatori Giuseppe Verdi de la seva ciutat natal en òrgan, piano i composició. Posteriorment es va formar en direcció d'orquestra a Milà amb el mestre Alceo Galliera. El seu debut com a director va tenir lloc el 1987, amb l'Orquestra Simfònica de San Remo, després de la qual va estar empleat com a director assistent al Teatre Verdi de Trieste. El 1996 va dirigir Attila a Macerata, després del que va obtenir un contracte per al Teatre d'òpera de Zuric.
El setembre del 1997 va dirigir, en substitució de Sylvain Cambreling, l'òpera Luisa Miller a l'Òpera de Frankfurt. Després d'aquesta presentació va ser nomenat "Generalmusikdirektor" d'aquest teatre, ja que, juntament amb el de director artístic de la "Museumsorchester" de Frankfurt, va exercir entre 1999 i 2008. Durant aquest temps, Carignani va dirigir més de 50 títols d'òpera, juntament amb nombrosos concerts simfònics amb l'Orquestra.
Ha dirigit concerts amb l'Orquestra Filharmònica de Múnic, l'"Orchestra sinfonica nazionale della RAI, Junge Deutsche Philharmonie", Orquestra Simfònica Alemanya de Berlín, Orquestra Simfònica de la WDR de Colònia o "Ràdio-Symphonieorchester Wien". Ha estat convidat a dirigir òpera en l'Òpera Estatal de Viena, Òpera Estatal de Baviera, De Nationale Opera, Òpera de Zuric, Royal Opera House a Londres, Òpera Alemanya de Berlín, Metropolitan Opera House, Òpera de San Francisco, Òpera de la Bastilla a París, Festival de Glyndebourne, Festival de Salzburg, Scala de Milà, Norske Opera d'Oslo i Gran Teatre del Liceu a Barcelona.
El 2015 va dirigir Turandot al "Bregenzer Festspiele", tornant l'any següent per a una nova producció de Amleto, de Franco Faccio, i el 2017 amb Carmen. Va debutar al "Teatro Real de Madrid" el desembre de 2017 amb una nova producció de La bohème.